# Petite mer de Gâvres

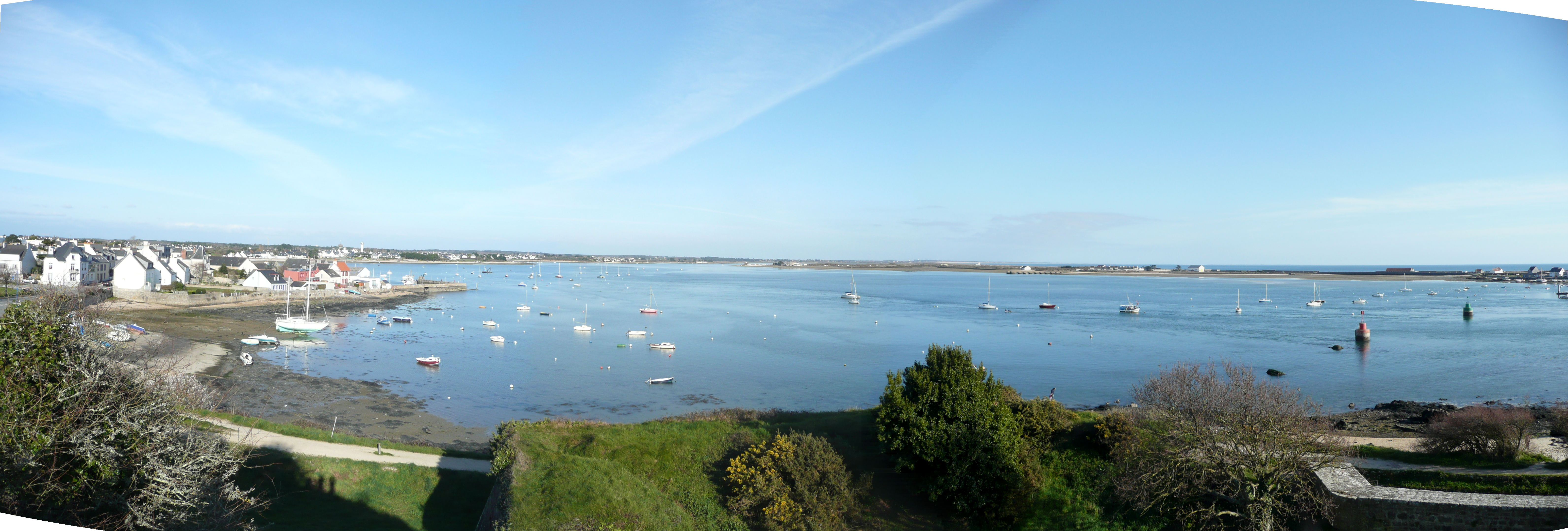
Petite mer de Gâvres

Karte Petite mer – rechts

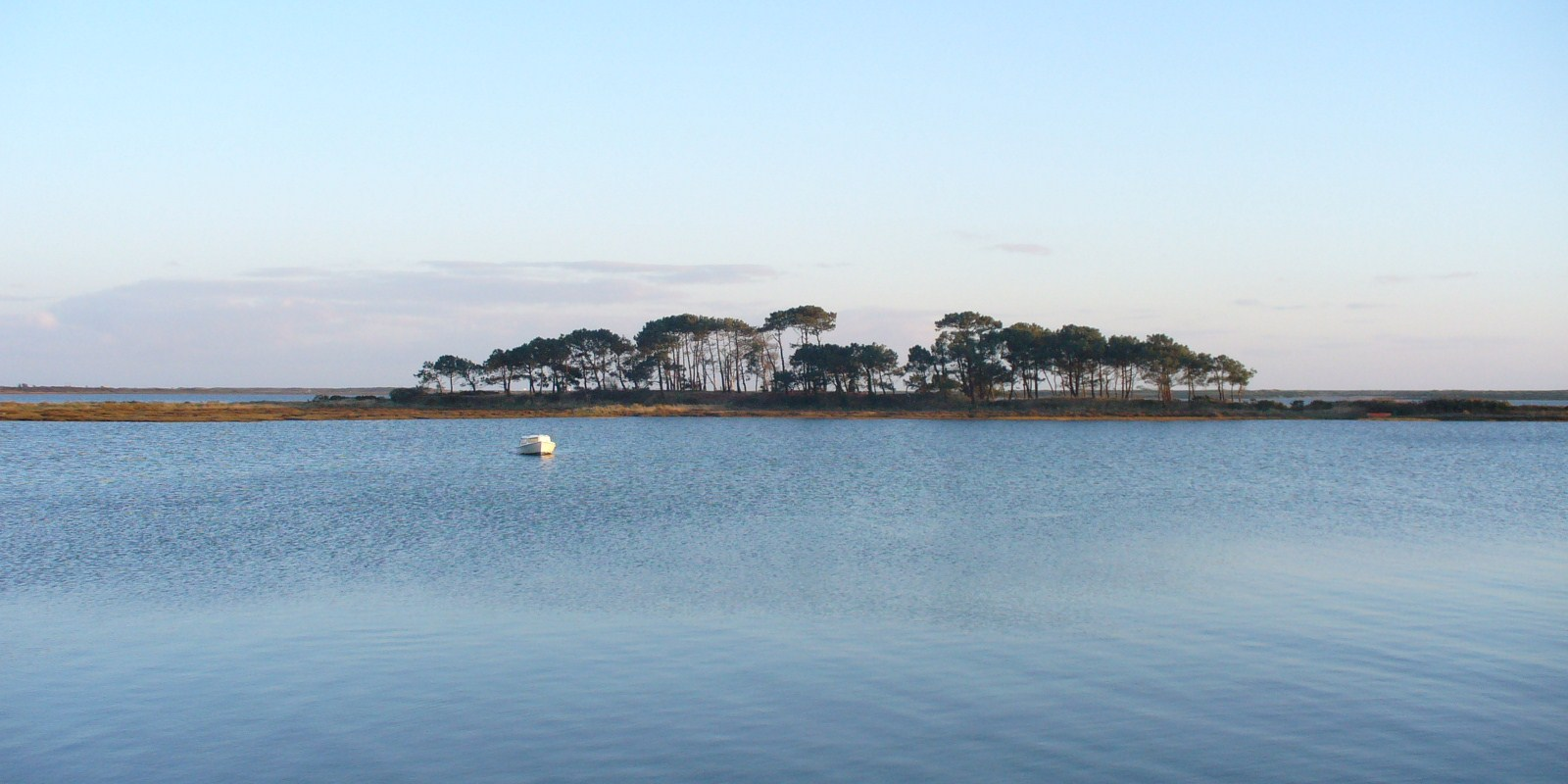
Die l’Île aux Pins („Pinieninsel“) im Petite mer de Gâvres

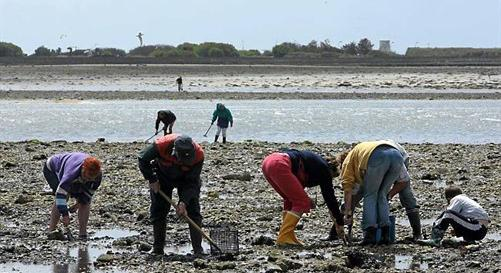
Gezeitenfischer bei Riantec

Das Petite mer de Gâvres (deutsch „kleines Meer von Gâvres“) ist eine Lagune, die mit der Bucht von Lorient im Département Morbihan in der Bretagne in Frankreich verbunden ist. Das namengebende Gâvres liegt am Ende des Tombolo, der das Meer im Süden gegen den Atlantik abgrenzt. Das kleine Meer grenzt an Port Louis und Riantec im Norden an Plouhinec im Osten und an Gâvres im Süden.
Das Petite mer de Gâvres ist eine etwa 5,0 km lange, 1,0 km breite, 566 ha große Ost-West orientierte Lagune, mit einer 300 Meter messenden Öffnung am westlichen Ende. Es zeichnet sich durch niedrige Wassertiefen aus, die zwischen 0 und 10,0 m schwanken. Bei Ebbe fällt die Lagune trocken. Die Existenz des Gezeitenareals ist eng mit dem Tombolo von Gâvres verbunden. Das Vorgebirge war ursprünglich eine Insel. Der Tombolo ist ein Bestandteil einer längeren Dünenschnur, die sich vor etwa 10.000 Jahren während der flandrischen Transgression bildete.
Im kleinen Meer liegen zwei Inseln, die zur Gemeinde Riantec gehören. Die Île de Kerners und die Île aux Pins sind durch Salzwiesen und Wattflächen mit dem Festland verbunden. Letztere ist bei Ebbe zu Fuß zugänglich, während erstere über eine Straße mit dem Ortsteil Kerner von Riantec verbunden ist.
Die Lagune ist ein Zentrum der Gezeitenfischerei und ein Vogelparadies.